# الدوري الأيرلندي 1892–93
الدوري الأيرلندي 1892–93 (بالإنجليزية: 1892–93 Irish League)‏ هو الموسم 3 من الدوري الأيرلندي. أشرف على تنظيمه الاتحاد الأيرلندي لكرة القدم، وفاز فيه نادي لينفيلد.